# 어 굿 맨
《어 굿 맨》(A Good Man)은 2020년 공개된 프랑스와 벨기에의 드라마 영화로, 마리카스티유 망시옹샤르 감독이 연출했다. 노에미 메를랑과 소코가 주연으로 출연한다. 아이를 낳기 위해 트랜스젠더 수술을 결정한 부부의 이야기를 다룬다.
대한민국에는 2021년 11월 28일 개봉한다.

## 줄거리
벤자민과 오드는 아이를 갖기를 원하지만, 오드가 임신할 수 없다는 사실을 알게 되자 벤자민은 대안을 생각해 낸다. 이 영화는 두 사람이 아이를 갖기 위해 어떠한 결정을 내리고 그 과정에서 겪는 갈등과 감정의 변화를 섬세하게 그릴 것으로 예상된다. 벤자민이 오드의 불임 문제를 해결하기 위해 제시하는 계획이 영화의 중요한 축을 이루며, 그 과정에서 두 사람의 관계, 그리고 주변 인물들과의 관계가 어떻게 변화하는지 보여줄 것으로 보인다. 즉, 불임이라는 현실 앞에서 아이를 간절히 원하는 두 사람이 극복해 나가는 과정을 중심으로 이야기가 전개된다.

## 출연진
- 노에미 메를랑 - 뱅자맹
- 소코 - 오드
- 뱅상 드디엔 - 앙토니
- 가브리엘 알메르 - 에르완
- 알리송 파라디 - 아네트
- 안 루아레 - 에바
- 준비에브 므니크 - 자네트
- 조나 벤아메드 - 닐